# 強圧的函数
数学において強圧的函数（きょうあつてきかんすう、英: coercive function）とは、それが定義されている空間の極限において「急速に成長する」函数である。文脈によって異なる定義が存在する。

## 強圧的ベクトル場
ベクトル場 f : Rn → Rn が強圧的（coercive）であるとは、
{\displaystyle {\frac {f(x)\cdot x}{\|x\|}}\to +\infty {\mbox{ as }}\|x\|\to +\infty ,}
が成り立つことをいう。ここで "{\displaystyle \cdot }" は通常のドット積で、{\displaystyle \|x\|} はベクトル x の通常のユークリッドノルムである。
コーシー＝シュワルツの不等式より、{\displaystyle x\in \mathbb {R} ^{n}\setminus \{0\}} に対して {\displaystyle \|f(x)\|\geq (f(x)\cdot x)/\|x\|} が成り立つことから、強圧的ベクトル場は特にノルム強圧的でもある。しかし、ノルム強圧的な写像 f : Rn → Rn は必ずしも強圧的ベクトル場ではない。例えば、90° の回転 f : R2 → R2, f(x) = (-x2, x1) はノルム強圧的であるが、すべての {\displaystyle x\in \mathbb {R} ^{2}} に対して {\displaystyle f(x)\cdot x=0} であるため、強圧的ベクトル場ではない。

## 強圧的な作用素と形式
{\displaystyle H} を実ヒルベルト空間とするとき、自己共役作用素 {\displaystyle A:H\to H} が強圧的（coercive）であるとは、ある定数 {\displaystyle c>0} が存在して
{\displaystyle \langle Ax,x\rangle \geq c\|x\|^{2}}
が {\displaystyle H} 内のすべての {\displaystyle x} に対して成り立つことをいう。
双線型形式 {\displaystyle a:H\times H\to \mathbb {R} } が強圧的であるとは、ある定数 {\displaystyle c>0} が存在して
{\displaystyle a(x,x)\geq c\|x\|^{2}}
が {\displaystyle H} 内のすべての {\displaystyle x} に対して成り立つことをいう。
リースの表現定理より、任意の対称（{\displaystyle H} 内のすべての {\displaystyle x,y} に対して {\displaystyle a(x,y)=a(y,x)}）、連続（{\displaystyle H} 内のすべての {\displaystyle x,y} とある定数 {\displaystyle k>0} に対して {\displaystyle |a(x,y)|\leq k\|x\|\,\|y\|}）かつ強圧的な双線型形式 {\displaystyle a} は、ある自己共役作用素 {\displaystyle A:H\to H} に対して次の表現を持つことが従う：
{\displaystyle a(x,y)=\langle Ax,y\rangle .}
この作用素 {\displaystyle A} は強圧的作用素であることが分かる。また逆に、強圧的な自己共役作用素 {\displaystyle A} が与えられたとき、上式で定義される双線型形式 {\displaystyle a} は強圧的である。
任意の自己共役作用素 {\displaystyle A:H\to H} が強圧的作用素であるための必要十分条件は、それが（ドット積をより一般の内積に置き換える必要があるが、ベクトル場の強圧性の意味において）強圧的な写像であることである。ベクトル場、作用素および双線型形式に対する強圧性の定義は、密接に関連しており、互いに矛盾しないものである。

## ノルム強圧的写像
二つのノルムベクトル空間 {\displaystyle (X,\|\cdot \|)} と {\displaystyle (X',\|\cdot \|')} の間の写像 {\displaystyle f:X\to X'} がノルム強圧的（norm-coercive）であるとは
{\displaystyle \|f(x)\|'\to +\infty {\mbox{ as }}\|x\|\to +\infty }
が成立することをいう。より一般に、二つの位相空間 {\displaystyle X} と {\displaystyle X'} の間の函数 {\displaystyle f:X\to X'} が強圧的であるとは、{\displaystyle X'} のすべてのコンパクト部分集合 {\displaystyle K'} に対して、{\displaystyle X} のあるコンパクト部分集合 {\displaystyle K} が存在して、次が成り立つことをいう。
{\displaystyle f(X\setminus K)\subseteq X'\setminus K'.}
強圧的写像に対応する全単射固有写像の合成は、強圧的である。

## （拡大実数値）強圧的函数
（拡大実数値）函数
{\displaystyle f:\mathbb {R} ^{n}\to \mathbb {R} \cup \{-\infty ,+\infty \}}
が強圧的であるとは、次が成り立つことをいう。
{\displaystyle f(x)\to +\infty {\mbox{ as }}\|x\|\to +\infty .}
実数値強圧的函数 {\displaystyle f:\mathbb {R} ^{n}\to \mathbb {R} } は特にノルム強圧的である。しかし、ノルム強圧的函数 {\displaystyle f:\mathbb {R} ^{n}\to \mathbb {R} } は必ずしも強圧的ではない。例えば、{\displaystyle \mathbb {R} } 上の恒等函数はノルム強圧的であるが、強圧的ではない。
放射非有界函数の記事も参照されたい。